# Маркс, Рейнхард
Рейнхард Маркс (нем. Reinhard Marx; род. 21 сентября 1953, Гезеке, ФРГ) — немецкий кардинал. Титулярный епископ Петины и вспомогательный епископ Падерборна с 23 июля 1996 по 20 декабря 2001. Епископ Трира с 20 декабря 2001 по 2 февраля 2008. Архиепископ Мюнхена и Фрайзинга со 2 февраля 2008. Кардинал-священник с титулом церкви Сан-Корбиниано с 20 ноября 2010.

## Биография
Родился Рейнхард Маркс 21 сентября 1953 года, в Гезеке. Маркс был рукоположён в священники, для архидиоцеза Падерборна, архиепископом Йоханнесом Дегенхардтом 2 июня 1979 года. Он получил докторантуру в богословии в 1989 году.
23 июля 1996 года, он был назначен вспомогательным епископом Падерборна и титулярным епископом Петины папой римским Иоанном Павлом II. Маркс получил свою епископскую ординацию 21 сентября того же года (в свой сорок третий день рождения) от архиепископа Дегенхардта, которому помогали епископы Ханс Дрюэс и Пауль Консбрюх.
Он был позже назван епископом Трира (самой старой епархии в Германии) 20 декабря 2001 года, заменяя Херманна Йозефа Шпиталя, почти через год после отставки последнего. Маркс, как рассматривается, является довольно консервативным в вопросах церковной дисциплины, но также как и «социолог … и ловкач со средствами массовой информации». Кроме того, в 2003 году, он временно отстранил богослова, который распространил на протестантов приглашение на Евхаристию..
30 ноября 2007 года папа римский Бенедикт XVI назначил Маркса архиепископом Мюнхенским и Фрайзингским, пост, который сам римский папа занимал с 1977 по 1981 год. Слухи, окружающие это циркулировались перед формальным объявлением папы римского Бенедикта XVI, но Маркс отвечал им, говоря, «Папа римский называет епископов, а не пресса» 2 февраля 2008 года, Маркс был введен в должность архиепископа Мюнхена и Фрайзинга в Мюнхенской Фрауэнкирхе.
Епископ Маркс в настоящее время служит главой комитета по социальным проблемам на немецкой епископской конференции.

## Кардинал
20 октября 2010 года, в ходе генеральной аудиенции, на площади Святого Петра, папа римский Бенедикт XVI объявил о назначении 24 новых кардиналов, среди них и Рейнхард Маркс. Согласно традиции архиепископ Маркс будет возведен в сан кардинала-священника на этой консистории, так как занимает кафедру, исторически получавшую кардинальскую шапку.
20 ноября 2010 года состоялась консистория на которой кардиналу Рейнхарду Марксу была возложена кардинальская шапка и он стал кардиналом-священником с титулярной церковью Сан-Корбиниано. А 21 ноября состоялась торжественная Месса по случаю вручения кардинальских перстней.

## Конклав 2013 года
Участник Конклава 2013 года.
13 апреля 2013 года кардинал Маркс был назначен в группу кардиналов, учреждённую Папой Франциском, ровно через месяц после своего избрания, которая будет консультировать его и изучит план пересмотра Апостольской конституции о Римской курии, «Pastor Bonus». Другими кардиналами, которые стали членами этой группы были: Джузеппе Бертелло — губернатор Ватикана; Франсиско Хавьер Эррасурис Осса — бывший архиепископ Сантьяго-де-Чили; Освальд Грасиас — архиепископ Бомбея; Шон Патрик О’Мелли — архиепископ Бостона; Лоран Монсенгво Пасиня — архиепископ Киншасы; Джордж Пелл — архиепископ Сиднея и Оскар Андрес Родригес Марадьяга — архиепископ Тегусигальпы;. Епископ Марчелло Семераро, выступал в качестве секретаря этой группы. Первое заседание группы запланировано на 1-3 октября 2013 года. Его Святейшество, однако, в настоящее время находится в контакте с вышеупомянутыми кардиналами.

## Конклав 2025 года
Участник Конклава 2025 года, где был избран папа Лев XIV.

## Книга Маркса
Архиепископ Рейнхард Маркс выпустил в октябре 2008 года книгу («Капитал: прошение относительно человека»), названная по названию работы его однофамильца XIX века Карла Маркса, критикующей капитализм. Рейнхард Маркс сказал, что текущий во всем мире финансовый кризис, требует «фундаментальных собщественных дебатов» и поднимает вопросы о способности современных экономик «гарантировать благосостояние мира».